# Cordobia
Cordobia là một chi thực vật có hoa trong họ Malpighiaceae.

## Loài
Chi Cordobia gồm các loài: